# 林道楠
林道楠（1555年—1607年），字廷任，號柱宇，福建興化府莆田縣湖陽人，鹽籍，明朝政治人物。

## 生平
萬曆七年（1579年）己卯科福建鄉試第二十三名，萬曆十一年（1583年）癸未科會試第二百四十八名，登三甲第九十三名進士。大理寺觀政，本年授江西进贤知縣，岁饥，发粟，乘小艇，偏历穷乡，计口赈给。夜则就舟小憩，不入民舍。十五年行取，十六年擢湖廣道監察御史，十七年出按应天。丁父憂，服免，二十一年復補本道御史，二十二年起按陕西、二十四年巡按广西，有侍郎某以所亲郡守为嘱，守贪墨甚，道楠劾之落职。侍郎銜甚，唆主外推。二十七年奉命刷卷南畿，次年视察两宫工程，三十三年乙巳升太仆少卿。道楠居台十八年，遇事侃侃，劾太监张鲸，论司马石星主封事，捄御史曹学程，丰采著朝右，三十五年丁未以封藩道卒德州，海内重其清素，年五十三。

## 家族
曾祖林宗匯；祖父林崇重；父林德美。母陳氏。具庆下。弟道相、道枢。